# Valle Maggia
Valle Maggia är en dal i Schweiz.   Den ligger i kantonen Ticino, i den sydöstra delen av landet, 120 km sydost om huvudstaden Bern.
I omgivningarna runt Valle Maggia växer i huvudsak blandskog. Runt Valle Maggia är det ganska glesbefolkat, med 42 invånare per kvadratkilometer.